# Luzjnikikatastrofen
Luzjnikikatastrofen var en katastrof som skedde 20 oktober 1982 på Luzjnikistadion under en match mellan FC Spartak Moskva och HFC Haarlem där åskådare blev nedtrampade och dog.
På grund av att endast ett fåtal biljetter sålts var bara den östra läktaren öppen. Man höll också bara en utgång från läktaren öppen. Några minuter före slutsignalen började åskådare lämna stadion då Spartak ledde med 1-0. De gick alla ut genom den ensamt öppna utgången, Spartak gjorde då 2-0 vilket fick delar av den publik som var på väg att lämna att vända tillbaka. Militärpolis grep in för att förhindra en katastrof men kom istället att orsaka panik i röran som utbrutit varpå många människor trampades ihjäl.
Officiellt dog 66 människor i katastrofen.